# Sachsenburg (KL)
Konzentrationslager Sachsenburg – niemiecki nazistowski obóz koncentracyjny położony w Saksonii w Niemczech w pobliżu miasta Zschopau, istniejący w latach 1933–1937.
Obóz został założony w miesiącach maj-czerwiec 1933 roku, przy pomocy 85 więźniów z Chemnitz. W ciągu czterech lat przebywało tu ok. 2000 więźniów. Obóz został zlikwidowany w lipcu 1937 roku. Obecnie na terenie obozu istnieje pomnik – miejsce pamięci.